# Hady Khashaba
Hady Khashaba (Asyūt, 19 dicembre 1972) è un ex calciatore egiziano, di ruolo centrocampista.

## Palmarès

### Club

#### Competizioni nazionali
- Campionato egiziano: 9

Al-Ahly: 1993-1994, 1994-1995, 1995-1996, 1996-1997, 1997-1998, 1998-1999, 1999-2000, 2004-2005, 2005-2006
- Coppa d'Egitto: 6

Al-Ahly: 1991-1992, 1992-1993, 1995-1996, 2000-2001, 2002-2003, 2005-2006
- Supercoppa d'Egitto: 2

Al-Ahly: 2003, 2005

#### Competizioni internazionali
- CAF Champions League: 3

Al-Ahly: 2001, 2005, 2006
- Coppa delle Coppe d'Africa: 1

Al-Ahly: 1992-1993
- Supercoppa CAF: 1

Al-Ahly: 2002
- Coppa dei Campioni araba per club: 1

Al-Ahly: 1996
- Supercoppa araba: 2

Al-Ahly: 1997-1998